# Rover Dekker
Rover Dekker is een personage uit de Nederlandse soapserie Goede tijden, slechte tijden. Hij verscheen voor het eerst op 29 juni 2015 en werd oorspronkelijk gespeeld door Buddy Vedder. Floris Bosma nam de rol over van 3 september 2018 tot 21 november 2019.
Om een goede afspiegeling te geven van het dagelijks bestaan van veel mensen in Nederland besloten de makers van de serie om in 2008 een gezin te introduceren bestaande uit vader, moeder en thuiswonende kinderen. Na het vertrek van de familie Huygens in 2010 werd deze trend voortgezet met de familie Bouwhuis. Sinds het overlijden van moeder Bianca Bouwhuis en het losbreken van de kinderen Tim en Sjoerd van het ouderlijk huis, kende de serie geen echt gezin meer. Om deze leegte op te vullen werd in de zomer van 2015 het gezin Dekker geïntroduceerd. Linda Dekker heeft een geschiedenis in Meerdijk en keert samen met haar dochter Sam en zoon Rover terug. Tezamen met Linda's vriend Anton Bouwhuis zullen zij het nieuwe gezin van de serie vormen.
In oktober 2016 raakte het personage in opspraak in de landelijke media omdat het personage in de serie zichzelf ging snijden vanwege zijn depressie. Sommige kijkers vonden dit te ver gaan.
In november 2017 werd het personage de serie uitgeschreven op verzoek van de acteur Buddy Vedder zelf omdat hij zich wilde focussen op andere werkzaamheden. In september 2018 keerde Rover terug in de serie, dit keer echter vertolkt door Floris Bosma. Sinds de rol is overgenomen zijn kleine aanpassingen gemaakt aan het personage: zo is hij opeens erg muzikaal en speelt hij onder andere gitaar.

## Familiebetrekkingen
- Linda Dekker (moeder)
- Bill Norris (vader)
- Sam Dekker (zus)
- Anton Bouwhuis (stiefvader)
- Simon Dekker (oom; overleden)
- Jeanne Dekker (oudtante; overleden)